# ラミレス・レンソ
ラミレス・レンソ（Renzo Ramirez、1997年6月24日 - ）は、栃木県宇都宮市出身のペルーの社会人野球選手（内野手・外野手）。右投右打。

## 経歴
元プロサッカー選手のペルー人の父親と日本とペルーの血を引く母親との間に生まれ、宇都宮市で生まれ育つ。幼い頃はサッカーをしていたが、瑞穂台小学校3年生の時に軟式野球を始め、瑞穂野中学校では軟式野球部に所属。文星芸術大学附属高等学校では強打の二塁手として中心選手であった。
高校卒業後は関甲新学生野球連盟・白鷗大学に進学。大学では三塁手にコンバートされ、3年秋のリーグ戦で打率.324、2本塁打、10打点の成績を残し、打点王とベストナインのタイトルを獲得。3年冬からは主将に任命された。4年生春は打率.267ながらバックスクリーンへの本塁打を放つなど11試合で9打点。秋は4本塁打を放って最多本塁打のタイトルを獲得するも打率は.184と低迷し、NPBのドラフト指名からは漏れた。大学では3学年上に大山悠輔や中塚駿太、同学年にラミレスの前に主将を務めていた大下誠一郎がいる。
大学卒業後は白鷗大OBも多く在籍する小山市の社会人野球チーム・エイジェックに入団。1年目、2020年8月の第91回都市対抗野球大会・第1次予選県大会の準優勝に貢献し、敢闘賞を受賞した。2021年にはチームが都市対抗本戦初出場を決め、ラミレスもベンチ入りしたが、1回戦で敗退し、実際に試合に出場することはなかった。シーズンオフに勇退が発表されたが、これは戦力外を通告されたことによるものだった。
2022年からは、エイジェックから北海道札幌市のクラブチーム・札幌ホーネッツに先に移籍が決まっていた選手に誘われ、同チームでプレーを継続。宏陽株式会社に勤務する。同年8月1日開催予定だった北海道日本ハムファイターズ二軍との2022北海道プロアマ交流戦のメンバーにチームから唯一選抜されていたが、新型コロナウイルス感染症の感染拡大により中止となった。2023年は外野リーダーを務めるが、同年から試合には遊撃手として出場している。6月の第94回都市対抗野球北海道地区二次予選大会で、チームとしては0勝3敗で敗退したものの、個人では打率.455、2本塁打の好成績を残し、森賞（敢闘選手）を受賞した。2024年は主将を務め、試合には主に外野手として出場している。

## 選手としての特徴
地肩が強く、遠投125mの身体能力の持ち主で、強肩を生かした正確な送球とグラブ捌きの柔らかい三塁守備を見せる。札幌ホーネッツでは内野手登録ながら2022年は中堅手、2024年は右翼手や左翼手を任されている。白鷗大監督の黒宮寿幸は大山悠輔よりも能力が高いと評する一方で、ポテンシャルが高いがゆえにまだ雑なところがあり、メンタル面の弱さもあると指摘する。
打撃に関しては波が激しいが、長打力を秘めており、フルスイングを持ち味とする。スイングスピードは高校時代に156km/hを記録した。

## 人物
ペルー国籍。日本で生まれ育ったため、日本語話者であるが、ペルー出身の両親がいる実家ではスペイン語で話すバイリンガルである。将来の夢として、ペルーで子供たちに野球を教えることを挙げる。
日本の打者では柳田悠岐や森友哉、メジャーリーガーではハビエル・バエスを憧れに挙げる。